# Réserve écologique des Dunes-de-la-Moraine-d’Harricana
Die Réserve écologique des Dunes-de-la-Moraine-d’Harricana ist ein ökologisches Schutzgebiet im Süden der kanadischen Provinz Québec, in der Regionalen Grafschaftsgemeinde Rouyn-Noranda.
Es liegt etwa 30 km südwestlich von Val-d’Or am Nordrand der Baie Boston (Boston-Bucht) des Réservoir Decelles des Ottawa. Das Schutzgebiet wurde im Jahr 1994 auf einer Fläche von 540 ha eingerichtet.
Es schützt und repräsentiert einen Komplex von Seen, Dünen und Mooren, die im Zusammenhang mit einer Moräne entstanden sind, sowie die für das Haut Saint-Maurice typischen Tannen-Gelb-Birken-Wälder. Der Untergrund besteht aus Granit und ähnlichen Gesteinen aus der Frühzeit des Kanadischen Schildes. Die Dünen entstanden entlang der Harricana-Moräne. Dennoch haben sich hier Podsol, Regosol und organische Ablagerungen gebildet, so dass hier auch Bäume wachsen können. Diese sind etwa Banks-Kiefern (hier pin gris genannt), die die Dünenkämme besiedeln, oder Schwarz-Fichten. Hinzu kommen Torfmoose und Heidekrautgewächse an Stellen, wo das Wasser schlecht oder sehr schlecht abfließt.